# Eupátridas
Los eupátridas (en griego antiguo: εὐπατρίδαι, eupatrídai, «los bien nacidos» o «de buenos padres») es el término que designa a la aristocracia o antigua nobleza de la región griega del Ática. Algunas de las familias de eupátridas son las de los Eumólpidas, Alcmeónidas, Filaidas.
La tradición adjudica su creación a Teseo, como resultado de la reorganización que en la región supuso el proceso de sinecismo (unión) impulsado por él mismo alrededor de la ciudad de Atenas como centro político de la región. Los eupátridas gozaban de derechos políticos y religiosos exclusivos que conservaron tras la caída de la monarquía ateniense, en el ejercicio de una supremacía social ligada a la posesión de la tierra. Representaban así la primera fase del proceso de desarrollo político y administrativo de la polis ateniense, que, en lo social, comenzó con la división de la población en tres clases: eupátridas, demiurgos (demiurgoi) y geómoros (geomoroi). Según Plutarco, Teseo habría adjudicado a los eupátridas las funciones políticas, legales y religiosas, los demiurgos eran los artesanos y comerciantes y los geómoros eran el resto.
Los lexicógrafos mencionan como características de los eupátridas que son la población autóctona, los habitantes de la ciudad, los descendientes de la estirpe real. Es probable que después de la época del sinecismo, los nobles que habían gobernado hasta ese momento las diversas comunidades independientes, se vieron obligados a residir en Atenas, ahora sede del gobierno, formando una clase social que monopolizó los privilegios políticos. Es posible que en los primeros tiempos los eupátridas fueran los únicos ciudadanos de pleno derecho de Atenas, puesto que solo ellos pertenecían a las fratrías, y la división en fratrías debe haber cubierto toda la ciudadanía. De hecho, es posible que el término originalmente pudo haber designado a un miembro de un clan, ya que la pertenencia a una fratría era una característica de cada clan. No es probable que todas las familias eupátridas fuesen autóctonas, incluso en el sentido amplio del término. Algunas, habrían emigrado al Ática cuando las demás hacía mucho tiempo que se habían instalado allí. Las huellas de la unión de estos inmigrantes con los habitantes más antiguos se han detectado al verse la mezcla de Zeus Herkeios con Apolo Patros como los antiguos dioses de la fratría .
La codificación de las leyes en 699 a. C., atribuida a Dracón, constituye un primer paso hacia una constitución escrita, ya que hasta entonces las leyes eran orales y tradicionales, y estaban sujetas a la interpretación de los poderosos. Las reformas de Solón, en 594 a. C., les quitaron su poder sobre la política, asociando el poder no al nacimiento, sino a la riqueza. Sin embargo, los eupátridas conservaron su poder religioso y su influencia, dando numerosos hombres de estado a Atenas, entre ellos Pericles, que perteneció a la familia de los Alcmeónidas por su madre, y a la de los Bouzigas por su padre.